# Wichmann II.

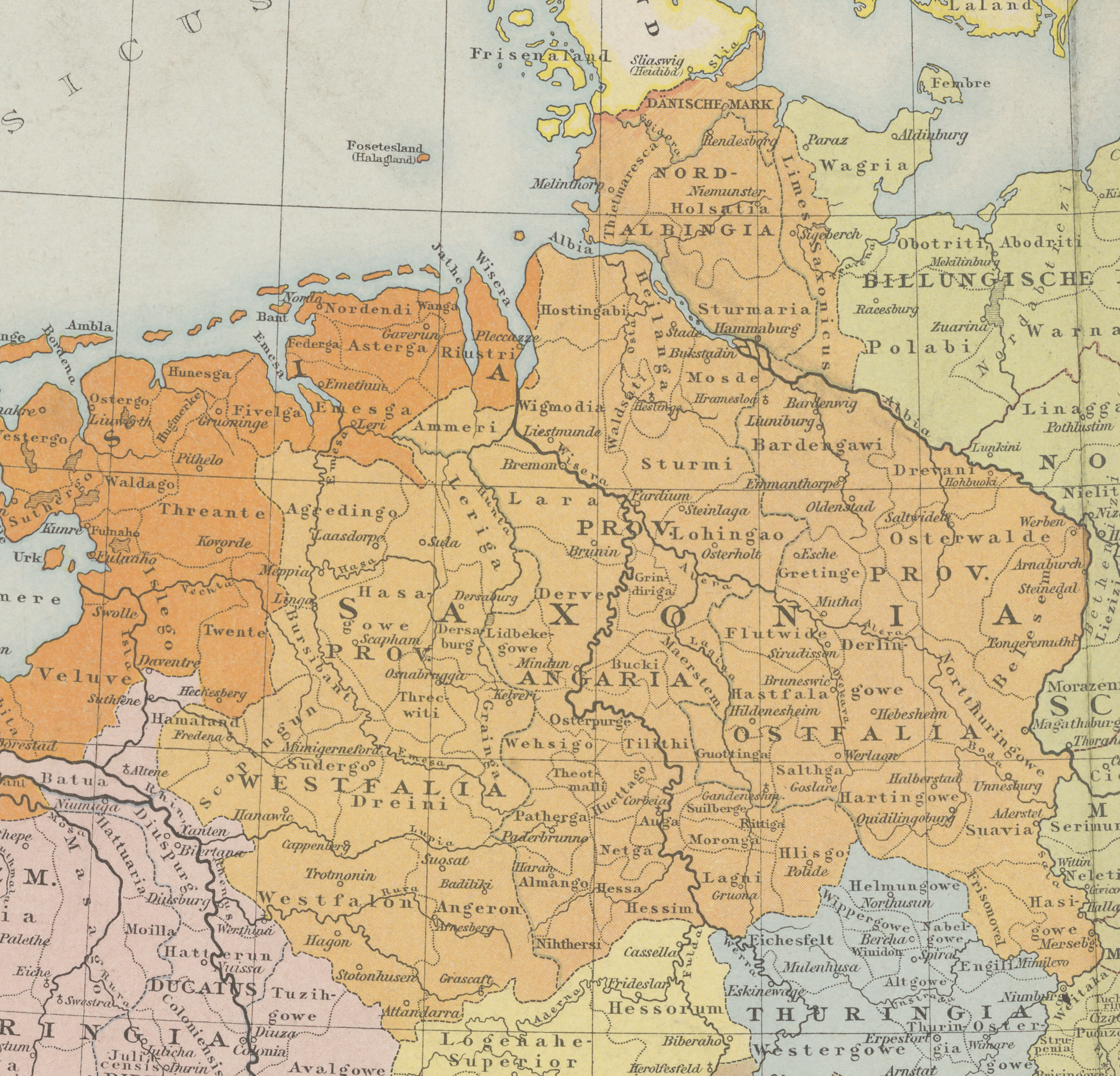
Sachsen im 10. Jahrhundert

Wichmann II. (auch mit dem Namenszusatz der Jüngere bezeichnet) aus dem sächsischen Adelsgeschlecht der Billunger, (* um 930; † 22. September 967) war Graf in vielen Gauen in Engern und wurde bekannt als der „Rebell des Ottonen-Reiches“.

## Herkunft und Familie
Wichmann war der Sohn des Grafen Wichmann I. (der Ältere) aus dem Geschlecht der Billunger (* um 900, † 23. April 944).

Seine Mutter war höchstwahrscheinlich eine Schwester von Königin Mathilde, der Gemahlin von König Heinrich I. Somit war Wichmann ein angeheirateter Neffe von Heinrich I. und ein Vetter von Kaiser Otto I.
Der Vater Wichmanns hatte noch zwei jüngere Brüder:
- Amelung, der Bischof von Verden wurde, und
- Hermann (in der Literatur wird in der Regel der Doppelname Hermann Billung genannt), der später Herzog von Sachsen[3] wurde.

Wichmann hatte folgende Geschwister:
- Bruno (* 920/925, † 14. Februar 976), der 962 als Bruno I. von Sachsen Nachfolger seines Onkels Amelung im Bistum Verden wurde;
- Ekbert, (* um 932; † April 994) (auch Ekbert der Einäugige genannt);
- Hadwig (* 939, † 4. Juli 1014), auch bekannt als Hathui, verheiratet mit Siegfrid, dem ältesten Sohn des Markgrafen Gero; nach dessen Tod erste Äbtissin von Gernrode

Ob auch
- Dietrich († 25. August 985), der spätere Markgraf der Nordmark

ein Bruder Wichmanns war, ist in der Geschichtsforschung umstritten. Eine zumindest nahe verwandtschaftliche Beziehung zu den Billungern scheint aber gesichert zu sein.
Wichmann war verheiratet. Seine Frau hieß vermutlich Hathwig.
Zu Nachkommen Wichmanns ist ebenfalls wenig bekannt. Genannt werden:
- Amelung, Sohn der Hathwig[6]
- Imma und Frideruna (auch Frederuna), († 3. Februar 1025?[7]), beide Äbtissinnen von Kemnade.

## Lebensweg

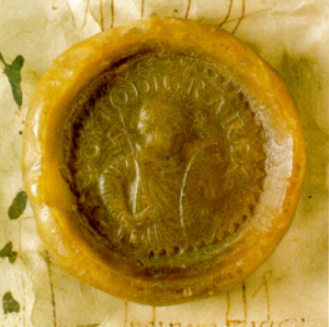
Königssiegel Ottos I.

### Kindheit
Wichmann wurde bereits als Kind an den Hof von Otto I. geholt und dort gemeinsam mit seinem Bruder Ekbert und dem etwa gleichaltrigen Sohn Ottos, Liudolf, wie ein Königssohn erzogen. Obwohl noch jung an Jahren, werden ihm die Zwistigkeiten, die sowohl innerhalb der königlichen Familie als auch zwischen dem König und Wichmanns Vater herrschten, nicht entgangen sein.
Die von Ottos Vater, König Heinrich I., geschaffene Hoheit über die slawischen Stämme im Gebiet zwischen den Linien Elbe/Saale und Oder/Neiße war noch wenig gefestigt. So erhoben sich unmittelbar nach König Heinrichs Tod im Jahre 936 die Stämme der Redarier, die südöstlich der Müritz angesiedelt waren. Heinrichs Nachfolger Otto I. setzte den Onkel Wichmanns, Hermann Billung, als Heerführer ein und beauftragte ihn mit der Niederschlagung des Aufstandes. Hermann Billung zwang die Redarier erneut unter Tribut, wofür ihn der König zum Markgrafen über die slawischen Gebiete der Redarier, Abotriten, Wagrier und auch gegen die immer wieder von Norden einfallenden Dänen berief.
Wichmanns Vater empörte sich gegen diese Bevorzugung des jüngeren Bruders. Da seine Einwände jedoch beim König kein Gehör fanden, verließ er, Krankheit vorgebend, das Heer und schlug sich auf die Seite des Herzogs Eberhard von Franken, der sich wegen einer Lehensstreitigkeit im offenen Konflikt mit Otto I. befand. Im Jahre 938 gab er jedoch seinen Widerstand gegen den König auf und blieb ihm fortan ergeben.
Als Wichmann im Jahre 944 den Vater verlor, waren er und sein Bruder Ekbert noch zu jung zur Übernahme der gräflichen Aufgaben in ihren Gauen zwischen Elbe und unterer Weser, so dass ihr Onkel Hermann Billung als ihr gesetzlicher Vormund die Verwaltung ihres Erbes und Graf Heinrich I. von Stade, ein naher Verwandter des Königs und vermutlich mit Hermann Billung verschwägert, das Legat über ihre Grafschaften übernahm. Der Onkel nutzte die Gelegenheit, seinen beiden Neffen das Erbe zu beschneiden. Dass ihre diesbezüglichen Beschwerden beim König erfolglos blieben, begründete den Groll der beiden Brüder sowohl gegen den Onkel als auch gegen den König.

### Teilnahme am Liudolfinischen Aufstand
König Otto I. fand auch innerhalb der eigenen Familie heftige Widersacher. Insbesondere sein Sohn Liudolf befand sich, besorgt um seine eigene Thronfolge, in heftigen Auseinandersetzungen mit dem Vater. Als dieser im Jahre 951 aus dynastischen Gründen Adelheid von Burgund ehelichte, die ihm 953 einen Sohn gebar, befürchtete Liudolf eine Rücksetzung in der Erbfolge und begann einen bewaffneten Aufstand gegen den königlichen Vater. Viele Fürsten, vor allem in Sachsen, Lothringen und Bayern, die sich ebenfalls im Konflikt mit dem König befanden, schlossen sich dem Aufstand an.
Im Juli 953 zog Otto I. mit einem Heer nach Mainz, wo sich sein Sohn verschanzt hatte und seinen Vater in Waffen erwartete. Es kam zu wochenlangen, für beide Seiten verlustreichen Kämpfen. Der König forderte bei Hermann Billung ein Ersatzheer an, welches von Markgraf Dietrich zusammen mit Wichmann aus Sachsen herangeführt wurde. Dieses Heer aber wurde von Liudolf und seinem Schwager Konrad, dem Ehemann von Otto I. Tochter Liutgard, in einen Hinterhalt gelockt. Liudolf versuchte, die beiden Heerführer mit Versprechungen auf seine Seite zu bringen. Bei Dietrich misslang der Versuch, Wichmann aber wechselte wegen seiner Verärgerung über seinen Onkel und den König die Seiten und kämpfte nun vor Mainz gegen seinen Vetter.
Etwa sechzig Tage nachdem Otto I. begonnen hatte, Mainz zu belagern, hatte noch immer keine der Parteien einen nennenswerten Vorteil erzielt, und man beschloss, zu verhandeln. Der König schickte Ekbert, Wichmanns Bruder, der in einem unvorsichtig geführten Kampf ein Auge verloren hatte, als Geisel in die Stadt, um jederzeit sicheres Geleit ins Heerlager zu gewährleisten. Liudolf und Konrad traten vor den König, bekannten sich des Aufruhrs schuldig und waren bereit zur Sühne, stellten aber die Bedingung, dass ihre Mitverschworenen straffrei blieben. Diese Bedingung lehnte der König ab. Daraufhin beendete Liudolf die Verhandlungen und zog mit seinem Heer von Mainz nach Regensburg, da sich ihm inzwischen auch die Bayern angeschlossen hatten.
Nachdem Wichmann seinen Bruder Ekbert, der dem König zürnte, weil dieser ihm seine Augenverletzung als selbstverschuldeten Leichtsinn auslegte, in Mainz wiedergetroffen hatte, beschlossen beide, gegen ihren Onkel in Sachsen aufzubegehren, denn sie bezeichneten diesen in aller Öffentlichkeit als den Räuber ihres väterlichen Erbes und Dieb ihrer Schätze. Sie zogen mit ihrem Gefolge nach Sachsen, wo Hermann Billung als Stellvertreter (procurator regis) des Königs fungierte, und versuchten, einen Aufstand zu organisieren. Ihr Onkel konnte dies verhindern und seine beiden Neffen gefangen nehmen. Nachdem Otto I. auch vor Regensburg gegen seinen Sohn erfolglos geblieben war, zog er sich zum Ende des Jahres 953 nach Sachsen zurück. Dort führte Hermann Billung seine gefangenen Neffen vor den König und klagte sie des Aufruhrs an. Die Räte schlugen vor, die beiden zu züchtigen, der König aber ließ Milde walten: Ekbert wurde freigelassen und nur Wichmann zur Haft am Hofe verurteilt.

### Bündnis mit slawischen Stämmen
Anfang des Jahres 955 zog der König nach Bayern, um Regensburg zu erobern. Wichmann sollte den König begleiten, aber er hatte andere Pläne und schob Krankheit vor. Daraufhin appellierte Otto I. an seinen Vetter, er möge ihm, der ihn an Sohnes statt aufgenommen habe, keine weiteren Schwierigkeiten bereiten und beauftragte den Grafen Iba, während seiner Abwesenheit Wichmann zu beaufsichtigen. Einige Tage später bat Wichmann den Grafen, an der Jagd teilnehmen zu dürfen, die Erlaubnis dazu nutzte Wichmann zur Flucht, denn seine Anhänger hatten ihn bereits im Wald erwartet. Marodierend zogen sie nach Engern, überfielen mehrere Burgen, und Wichmann verbündete sich wieder mit seinem Bruder Ekbert, mit dem er nun erneut die Truppen seines Onkels angriff. Dieser aber konnte sich seiner Neffen wiederum erfolgreich erwehren und vertrieb sie nach Norden über die Elbe, wo sie in das Gebiet der Abodriten gelangten.

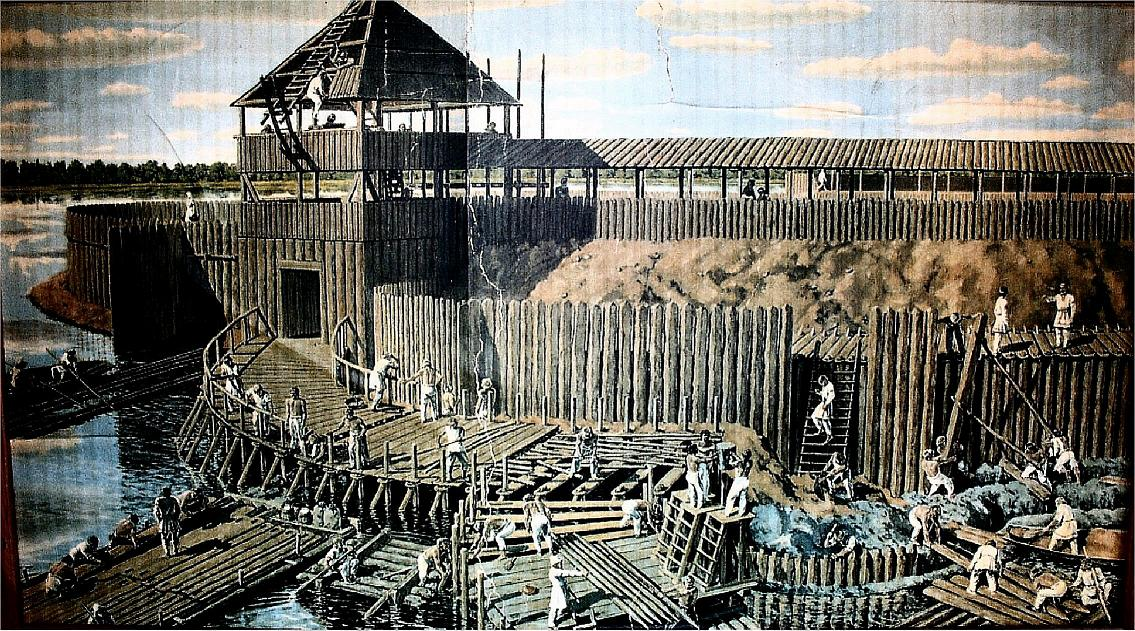
Slawen beim Bau einer Burg

Das Herrschaftszentrum der Abodriten lag zu dieser Zeit auf der Mecklenburg, wo Fürst Nakon regierte. Ihn hatte wahrscheinlich ein Freundschaftsbündnis mit Wichmann I. verbunden, weshalb er die beiden Brüder in seinem Herrschaftsgebiet gewähren ließ. Wichmann gelang es, einen ersten Angriff Hermanns auf der Burg Suislecrane (Süsel/Schleswig-Holstein) standzuhalten, um dann seinerseits nach Ostern 955 an der Spitze eines slawischen Heeres in Sachsen einzufallen. Hermann Billung war dieser Übermacht nicht gewachsen und musste sich zurückziehen. Im Burgwall von Cocarescem hatte die Zivilbevölkerung aus der Umgebung Schutz gesucht und mit Wichmann ausgehandelt, dass das Leben der freien Bürger samt ihrer Frauen und Kinder gegen die Knechte und allen Hausrat eingetauscht werde. Dieser Vertrag aber wurde nicht eingehalten, die Folge war die Ermordung aller erwachsenen männlichen Bürger. Die Mütter mit ihren Kindern wurden als Gefangene verschleppt.

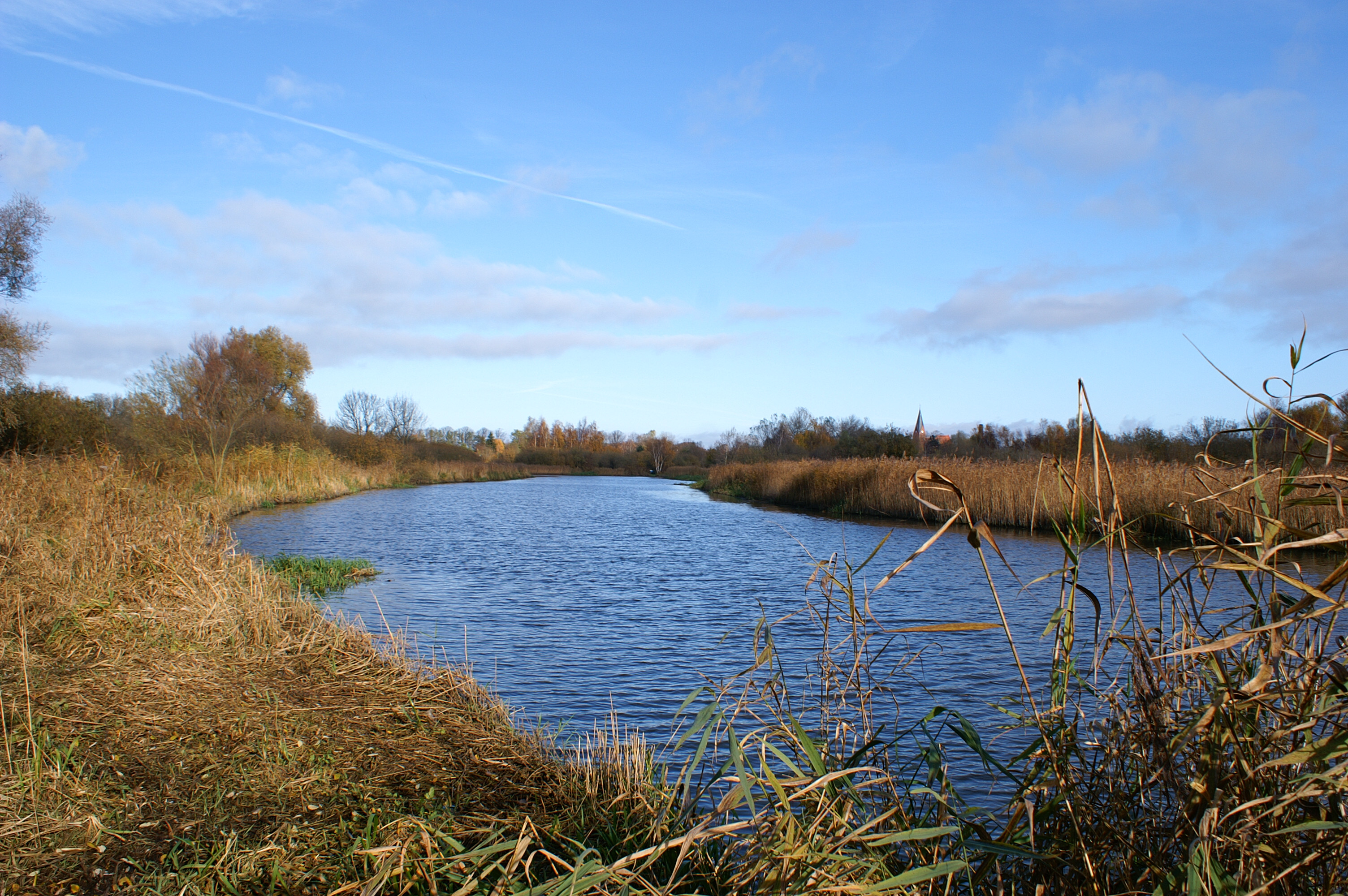
Die Recknitz

Nachdem Otto I. am 10. August 955 die Magyaren in der Schlacht auf dem Lechfeld bei Augsburg vernichtend geschlagen hatte, wollte er Vergeltung für das Massaker von Cocarescem. Wichmann und Ekbert wurden des Hochverrates angeklagt und als Landesfeinde geächtet, ihren Anhängern aber wurde Amnestie in Aussicht gestellt, wenn sie ihren Widerstand gegen Hermann Billung und den König aufgäben. Von dieser Regelung wollten auch die Abodriten profitieren und boten an, sich unter die Zinspflicht des Königs zu stellen, die Hoheit in ihren Gebieten aber wollten sie behalten. Dies lehnte der König ab und zog mit seinem Heer in Richtung Ostsee. Am 16. Oktober 955, kam es zur Niederlage der Abodriten in der Schlacht an der Raxa. Wichmann und Ekbert gelang es, sich abzusetzen und nach Frankreich zu Herzog Hugo dem Großen zu fliehen. Ob sie noch an der Schlacht teilgenommen hatten oder schon vorher geflohen waren, ist nicht bekannt. Hugo war der Ehemann von Hadwig, der Schwester Ottos I. und damit der Cousin der beiden Flüchtigen.

### Vorübergehende Unterwerfung
Im Jahr darauf gelang es Wichmann, sich heimlich in seine Heimat zu schleichen und seine Frau zu besuchen.
Am 16. Juni 956 starb Herzog Hugo, und Wichmann musste Frankreich verlassen. König Otto I. schickte ihm unverzüglich ein Heer entgegen, offenbar unter Führung des Markgrafen Gero, diesen aber bat Wichmann, beim König für ihn um Gnade zu bitten. Auch Geros Sohn Siegfrid, der Wichmanns Schwager war, setzte sich für ihn ein. Nachdem Wichmann einen Eid darüber abgelegt hatte, dass er zeit seines Lebens nie wieder gegen den König sprechen noch handeln würde, durfte er sich auf die Güter seiner Ehefrau zurückziehen und seine Ächtung wurde aufgehoben.
Für die nächsten Jahre hielt sich Wichmann an seinen Schwur. Auch als Otto I. 961 nach Rom zog, wo er am 2. Februar 962 durch Papst Johannes XII. zum Kaiser gekrönt wurde, verhielt Wichmann sich zunächst ruhig. Als sich aber die Rückkehr des Kaisers verzögerte, versuchte er im Jahr 963 König Harald Blauzahn von Dänemark, der bereits um 960 gegen das Deutsche Reich rebelliert hatte, für einen Kriegszug gegen Sachsen zu gewinnen. Der Dänenkönig erkannte aber, dass Wichmann ihn nur für eigene Zwecke missbrauchen wollte, und lehnte ab. Wichmann unternahm, wieder gemeinsam mit seinem Bruder Ekbert, auf eigene Faust verschiedene Raubzüge in der Billunger Mark, konnte seinen Onkel aber wiederum nicht besiegen. Vielmehr musste er fliehen, nachdem einige seiner Genossen ergriffen und stranguliert wurden. Als Markgraf Gero erfuhr, dass Wichmann seinen Schwur gebrochen hatte, schickte er ihn zurück zu den Slawen, wo er vom Stamm der Redarier willkommen geheißen wurde.

### Kampf gegen die Polanen und erneute Rebellion gegen Hermann Billung
Zu dieser Zeit erstarkten die westslawischen Polanen unter dem Piastenfürsten Mieszko I. und expandierten sowohl nach Osten bis zum Bug als auch von der Oder aus westwärts, wobei sie auf erbitterten Widerstand der dort siedelnden slawischen Stämme und der Markgrafen des deutschen Reiches stießen. Wichmann kämpfte gemeinsam mit seinen Gastgebern gegen den polnischen Herzog, konnte ihn 963 zweimal in der Schlacht besiegen und tötete auch dessen Bruder.

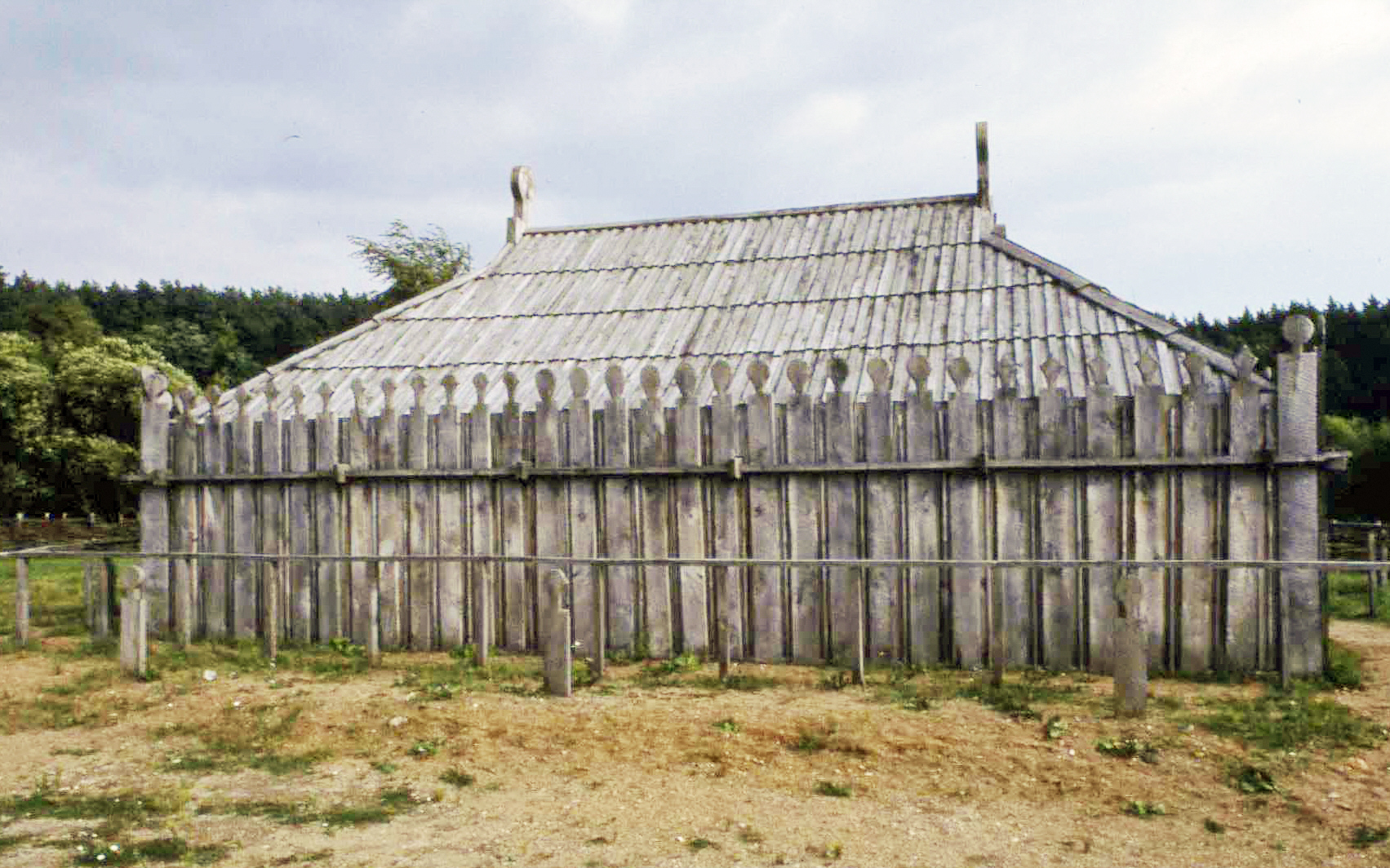
Slawische Kultstätte

In der Mark der Billunger war der westslawische Stamm der Wagrier bereits christianisiert, das Herrschaftszentrum ihres Fürsten Zelibor lag in der Stadt Starigard, dem heutigen Oldenburg. Obwohl die Wagrier zum Stammesverband der Abodriten gehörten, weigerte sich Zelibor, eine Oberherrschaft des Fürsten Mistiwoj anzuerkennen, der als Nachfolger Nakons die Abodriten regierte.
Bereits mehrfach hatten sich die Kontrahenten vor Hermann Billung, der als regierender Fürst der Mark auch zuständiger Gerichtsherr war, angeklagt. So auch im Jahr 967. Das Urteil fiel zu Ungunsten Zelibors aus, was dieser zum Anlass nahm, gegen Hermann Billung die Waffen zu erheben. Wichmann ergriff diese Gelegenheit zum Kampf gegen seinen Onkel umgehend, aber ebenso wie bisher ohne Erfolg. Nachdem die Truppen des Herzogs die Burg der Wagrier belagert und in kürzester Zeit ausgehungert hatten, setzte sich Wichmann ab und floh, diesmal zum Stamm der Wolliner an die Odermündung.

### Erneuter Kampf gegen die Polanen und Tod
Im gleichen Jahr unternahm Mieszko I. den Versuch, das Gebiet der Odermündung und die reiche Handelsstadt Wollin zu erobern. Wichmann kämpfte erneut gemeinsam mit seinen Gastgebern gegen Mieszko. Wichmann starb wenig später an den Folgen der in diesem Kampf erlittenen Verletzungen.